# Blaricum
Blaricum este o comună și o localitate în provincia Olanda de Nord, Țările de Jos. 